# Siège de Port-Toulouse
Troisième Guerre intercoloniale
Batailles
- Raid sur Canseau
- Annapolis Royal (1er)
- Annapolis Royal (2e)
- Port-Toulouse
- Louisbourg
- Île Saint-Jean
- Saratoga
- Expédition d'Anville
- Fort Massachusetts
- Grand-Pré
- Fort no 4

Le siège de Port-Toulouse est un épisode de la Troisième Guerre intercoloniale, qui a lieu dans le cadre de la guerre de Succession d'Autriche, entre les colonies françaises et britanniques d'Amérique du nord. Il a lieu entre le 2 et le 10 mai 1745, lorsque des troupes en provenance des colonies de Nouvelle-Angleterre soutenues par des bâtiments de la Royal Navy capturent Port-Toulouse, aujourd'hui St. Peter's, au sein de la colonie française de l'Île Royale contre ses défenseurs.